# Schönbrunn am Lusen
Schönbrunn am Lusen, amtlich Schönbrunn a. Lusen ist ein Ortsteil in der Gemeinde Hohenau im niederbayerischen Landkreis Freyung-Grafenau. 

## Lage
Das Pfarrdorf Schönbrunn am Lusen liegt im Bayerischen Wald etwa drei Kilometer nordöstlich von Hohenau. Der Berg Lusen befindet sich etwa acht Kilometer nördlich.

## Geschichte
1599 erwarb Glasfabrikant Hans Kürschner von der Glashütte zu Hobelsberg bei Grainet die hier bereits vorhandene Glashütte. In einer Urkunde von 1602 wird Kürschner als „Hüttenmeister zum Schönprun“ bezeichnet. Als er starb, heiratete seine Witwe einen Glashüttenmeister aus der Familie Poschinger. Die Glashütte blieb dann ab 1617 mehrere Generationen hindurch im Besitz der Poschinger. Um 1681 kam das Geschlecht der Hilz durch Heirat hierher, in deren Besitz die Schönbrunner Hütte bis 1830 blieb.
Schönbrunn, das bis zur Säkularisation in Bayern zum Landgericht Wolfstein im Hochstift Passau gehörte, bildete ab 1818 eine selbstständige bayerische Gemeinde. 1837 übernahm ein Herr Rast aus der Oberpfalz die Glashütte. Allmählich ging die Glasproduktion zurück. Zuletzt lieferte sie besonders Tafelglas für die Raimundsreuter Hinterglasmalerei. 1876 erfolgte die endgültige Stilllegung der Glasöfen, und die Anlage verfiel. 1871 wurde eine Schulstelle, 1893 eine Schule in Schönbrunn errichtet.
1905 fielen das ehemalige Verwalterhaus und seine Nebengebäude einem Brand zum Opfer, womit  die letzten sichtbaren Zeichen der ehemaligen Schönbrunner Glashütte verschwanden. Die seit 1930 bestehende Expositur wurde am 19. März 1941 zur Pfarrei Schönbrunn am Lusen erhoben. Die Gemeinde Schönbrunn am Lusen, die bis zu dessen 1972 erfolgter Auflösung zum Landkreis Wolfstein gehörte, gelangte im Zuge der Gebietsreform in Bayern am 1. Januar 1978 zur Gemeinde Hohenau. Die Schönbrunner Schule war zuletzt ein Teil der Georg von Pasterwiz Grund- und Mittelschule Hohenau.

## Sehenswürdigkeiten
- Pfarrkirche St. Heinrich und St. Gunther. Sie wurde von 1928 bis 1938 erbaut. Die moderne Ausstattung stammt von Egino Weinert aus Köln.
- Landwirtschaftlicher Lehrpfad Schönbrunn am Lusen. 32 Tafeln entlang des Weges geben Informationen über die heimische Landwirtschaft und über Flora und Fauna im unteren Bayerischen Wald.

## Bildung und Erziehung
- St. Gunther Caritas-Kindergarten Schönbrunn am Lusen

## Vereine
- Bauernverband Ortsverein Schönbrunn a. Lusen
- Bayer. Waldverein Sektion Hohenau-Schönbrunn a. Lusen
- Die Schönbrunner (Blaskapelle Schönbrunn)
- BRK Schönbrunn a. Lusen
- CSU-Ortsverband Schönbrunn a. Lusen
- DJK-SG Schönbrunn a. Lusen
- Freiwillige Feuerwehr Schönbrunn a. Lusen
- Jagdgenossenschaft Schönbrunn a. Lusen
- Junge Union Hohenau-Schönbrunn a. Lusen
- Junge Wähler Union Hohenau-Schönbrunn a. L.
- Kath. Frauenbund Schönbrunn a. Lusen
- Kinderchor Schönbrunn a. Lusen
- Kirchenchor Schönbrunn a. Lusen
- Ortscaritasverein Schönbrunn a. Lusen
- Pro-Schönbrunn a. Lusen
- Schönbrunner Ferienspaß
- Seniorenclub Schönbrunn a. Lusen
- Siedlergemeinschaft Schönbrunn a. Lusen e.V.
- SPD-Ortsverband Hohenau-Schönbrunn a. Lusen
- Taubenverein Schönbrunn a. Lusen „Auf zum Nationalpark“
- VdK-Ortsverband Schönbrunn a. Lusen
- Wanderverein Schönbrunn a. Lusen